# Шандор Гарматі
Шандор Гарматі (англ. Sandor Harmati, угор. Harmati Sándor; 9 липня 1892, Будапешт — 4 квітня 1936, Флемінґтон, штат Нью-Джерсі) — американський скрипаль, композитор і диригент угорського походження.

## Біографія
Походив з єврейської сім'ї, син учителя. Закінчив Будапештську академію музики (1909). У 1910—1914 працював концертмейстером в різних будапештських оркестрах. У 1914 році емігрував в США, в 1919 році отримав американське громадянство.
У 1917—1921 грав другу скрипку в струнному квартеті Ганса Летца. Потім в 1922—1925 був першою скрипкою Ленокс-квартету, в складі якого грали також Вольфе Вольфінсон, Микола Молдаван і Еммеран Штебер; серед іншого в 1923 році квартет (за участі також Гарольда Бауера) вперше виконав фортеп'янний квінтет № 1 Ернеста Блоха, який присвятив твір першим виконавцям. Виступав також у складі фортеп'янного тріо з піаністом Ерне Рапе і віолончелістом Пауло Группе.
У 1925—1929 музичний керівник Омахського симфонічного оркестру. В цей же час виступав як запрошений диригент в Парижі, Берліні, Франкфурті-на-Майні. У 1930-ті рр. виступав як диригент на кількох американських музичних фестивалях (в тому числі Беркширському), працював з Американським балетом Джорджа Баланчина (в тому числі 5 березня 1935 року диригував на світовій прем'єрі балету «Мрії» (на музику Джорджа Антейла). У 1934—1936 рр. керував музичним відділенням Бард-Коледжу.
Композиторська спадщина Гарматі включає оперу «Гра з льодяниками» (англ. Sweetmeat Game; 1930), симфонічні поеми «Folio» і «Primavera», три струнних квартети, сюїту для струнного оркестру, оркестровий твір «Прелюдія до мелодрами» (англ. Prelude to a Melodrama), вперше виконаний в 1928 році Філадельфійським оркестром під керуванням Леопольда Стоковського, «Ілюзію» для терменвокса і фортеп'яно, інші камерні твори. Однак найбільшу популярність Гарматі принесли пісні, і перш за все — пісня «Синій птах щастя» (англ. Bluebird of happiness), написана в 1934 році для тенора Жана Пірса і стала в його виконанні знаменитим хітом 1940-х років.